# Палаццо делла Раджоне (Бергамо)
Палаццо делла Раджоне (итал. Palazzo della Ragione — Дворец рассудительности) — зал заседаний городского самоуправления в Бергамо, Ломбардия, — старейшее сохранившееся в Италии здание такого рода. Расположено в центре старого (верхнего) города; выходит фасадами на две его главные площади — Соборную и Старую.

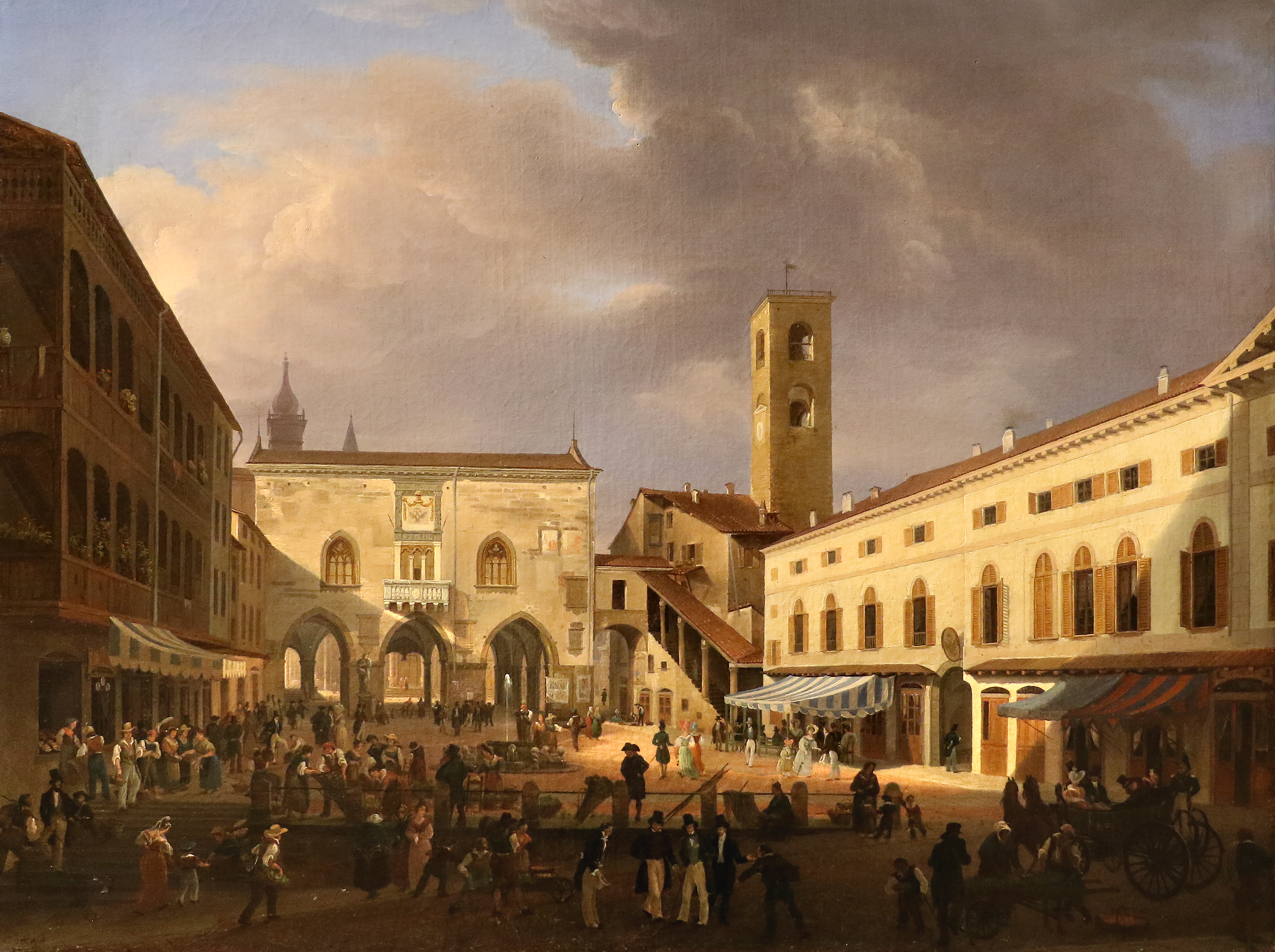
К. Роза. Вид Старой площади в Бергамо. 1833. Академия Каррара

Первое общественное здание на этом месте возводили с 1182 по 1198 год. Победа Ломбардской лиги в битве при Леньяно ознаменовала появление первых итальянских городов-государств, независимых от Священной римской империи. В качестве символа такой независимости в Бергамо построили величественный дворец для государственных дел. В нём заседал городской совет Бергамо, принимали именитых гостей, а позже — под властью Венеции — здесь расположилась палата городского суда.
Дворец сильно пострадал от пожара в конце XIII века. Восстанавливать здание после другого пожара — 1513 года — было поручено архитектору Пьетро Аббано ди Исабелло, который придал ему черты поздней готики. С тех пор палаццо существенно не перестраивалось; лишь балкон для оглашения объявлений, добавленный в 1544 году, привнёс в облик фасада ренессансные черты.
Первый этаж здания, оформленный открытыми лоджиями, перекрыт крестовыми сводами, опирающимися на восемь внешних и четыре внутренних колонны из тёсанного камня. Массивные пилоны первого этажа завершаются капителями романского периода, на них имеются рельефы с изображениями людей, львов, обезьян, птиц, цветов. На вымощенном плитами полу открытой с трёх сторон лоджии белым мрамором выложен «солнечный меридиан» (гномон, 1728).
Три арки главного фасада (выходящего на Старую площадь) имеют заострённую, стрельчатую форму. Два симметричных готических трёхчастных окна, по форме подобные аркам, богато орнаментированы. Выше балкона — мраморный барельеф с изображением венецианского льва святого Марка. Исторический барельеф был разрушен французскими войсками в 1509 году, сейчас же на фасаде реплика 1955 года. Перед левой аркой возвышается мраморная статуя поэта Торквато Тассо 1681 года. На второй этаж, где и расположен собственно зал городского совета (а позже суда), со Старой площади ведёт крытая лестница. Второй этаж перекрыт стропильной кровлей с деревянным потолком. Отсюда название: «Стропильный зал» (Sala delle Capriate).
Боковой фасад, выходящий на Соборную площадь, украшен арочным фризом и завершается фронтоном с «гибеллиновыми зубцами» типа «ласточкиного хвоста».
В наше время в просторном зале верхнего этажа располагается музей фресок, снятых в XIX веке со стен дворцов зажиточных горожан. Одна из них, изображающая «Семь афинских мудрецов» (сохранилось три фигуры), приписывается Донато Браманте.

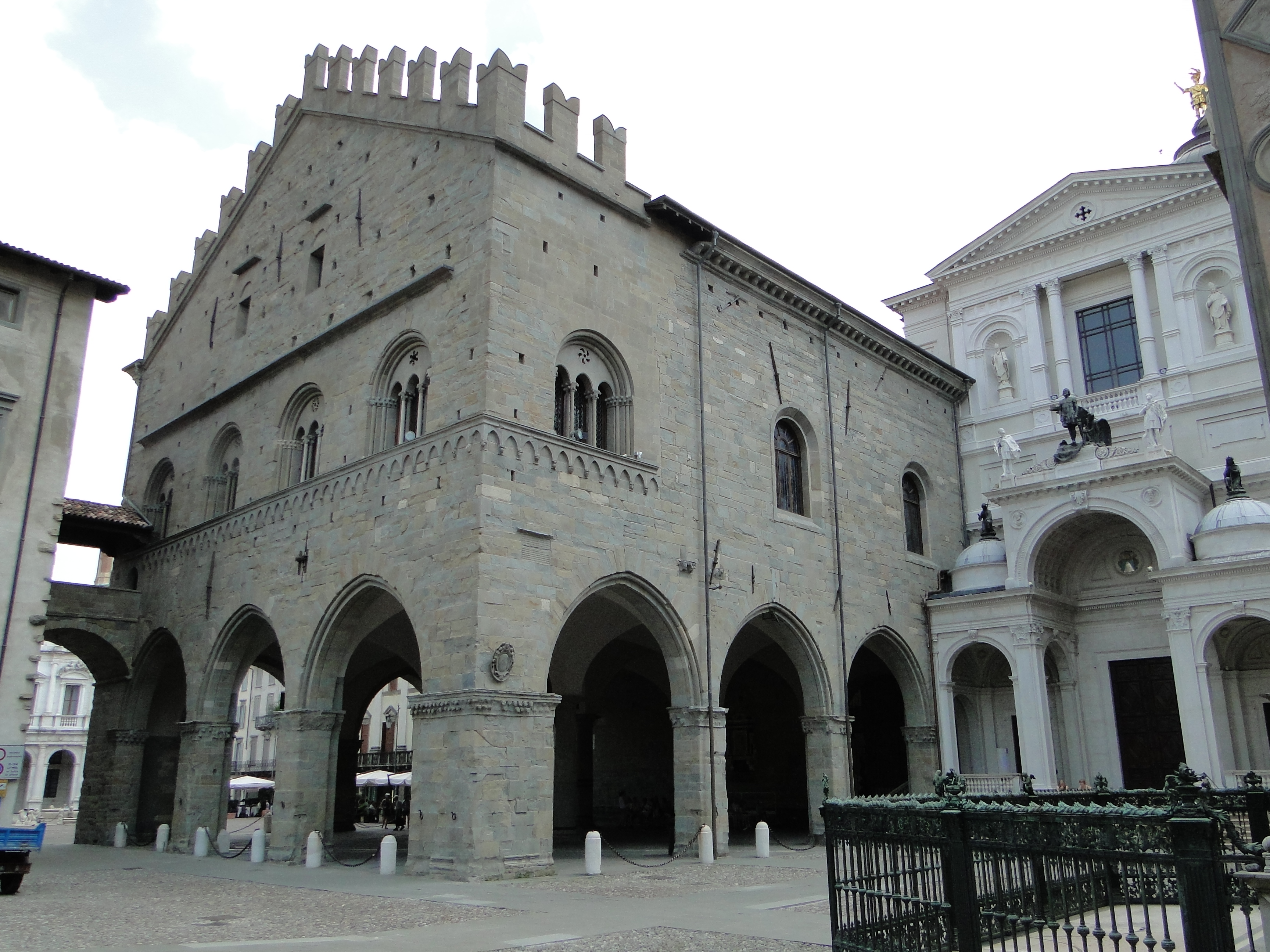
Фасад здания со стороны Соборной площади
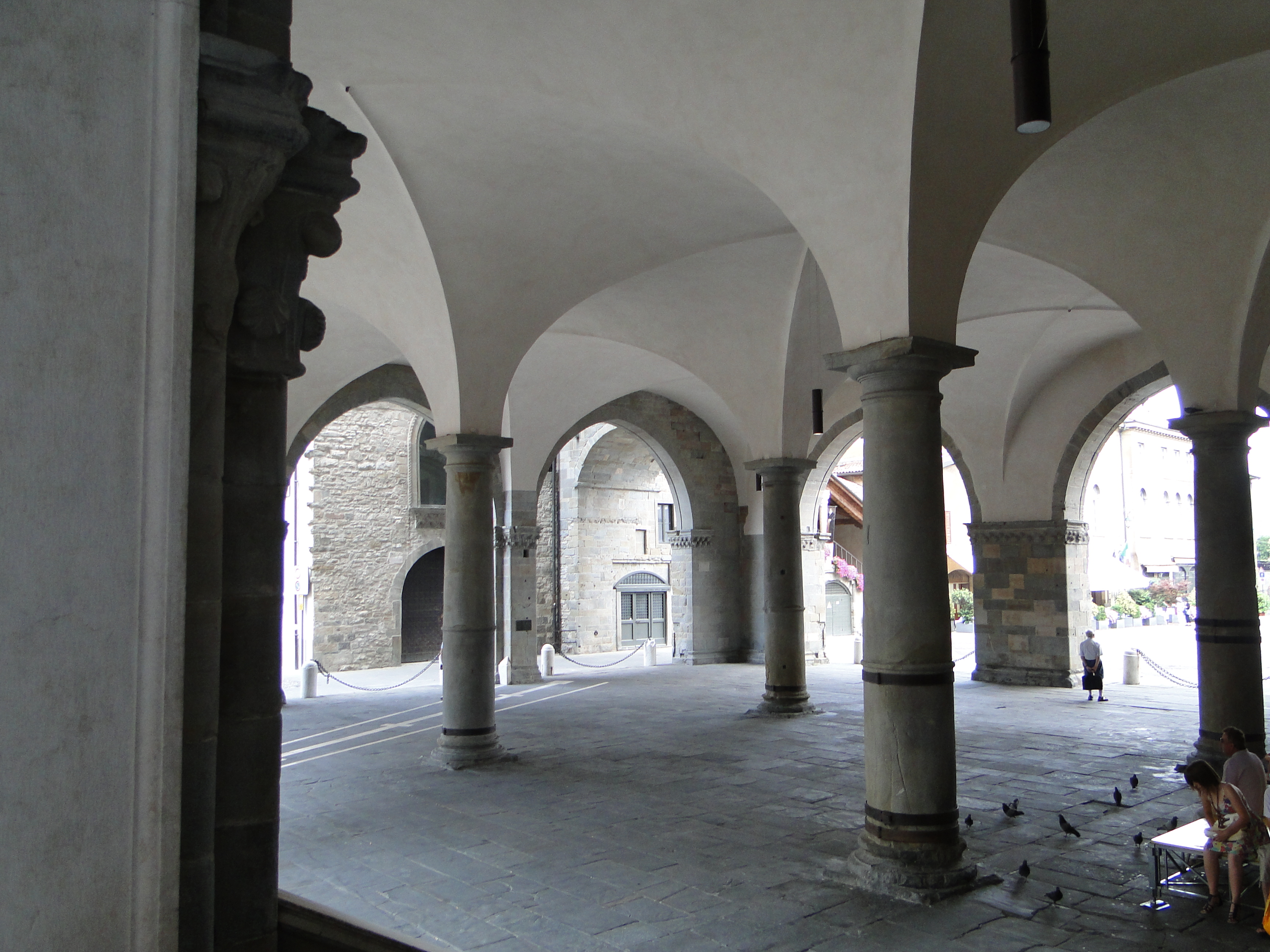
Лоджии первого этажа. Вид изнутри
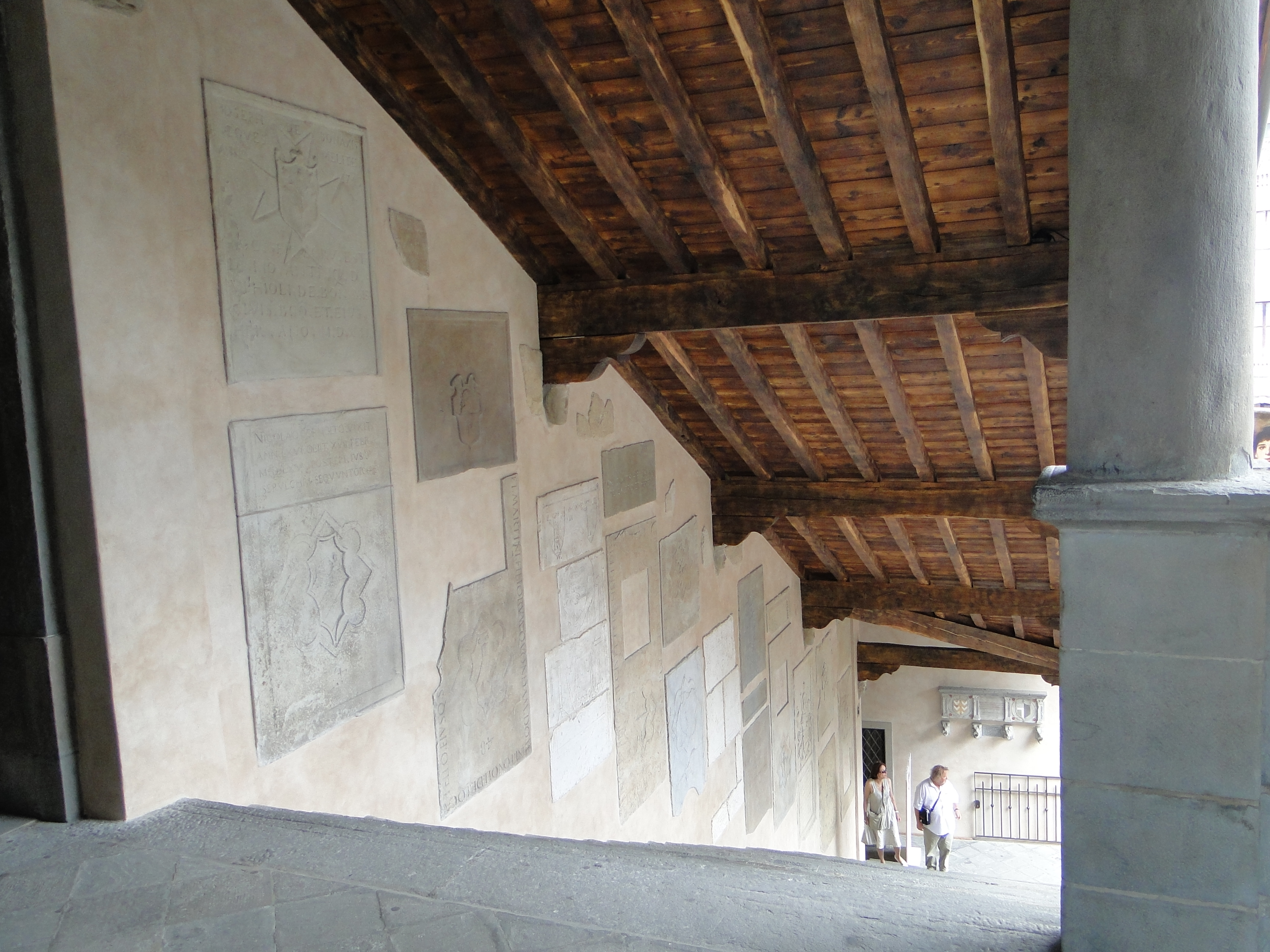
Лестница на второй этаж
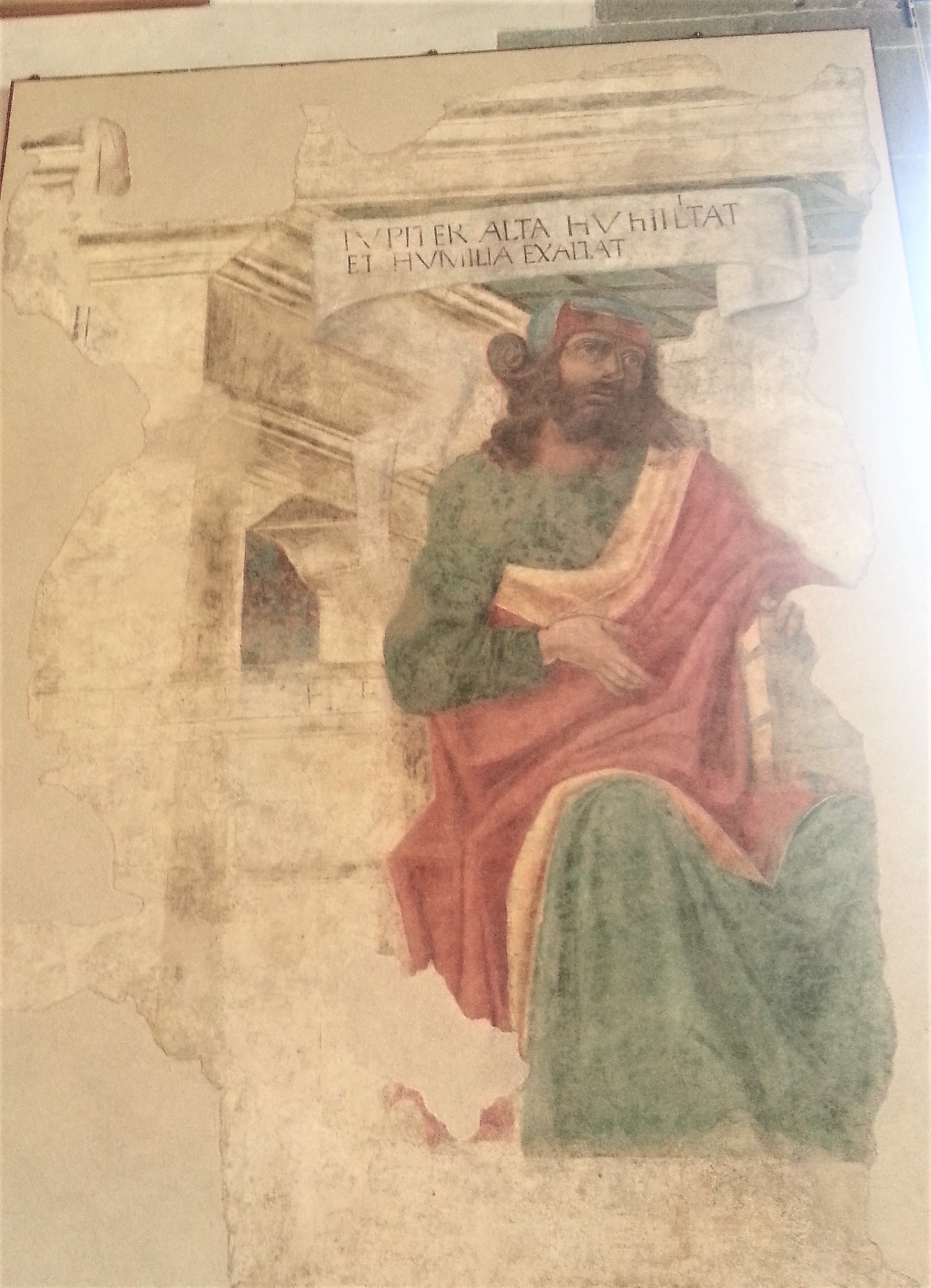
Д. Браманте. Хилон — один из семи афинских мудрецов. Фреска «стропильного зала»
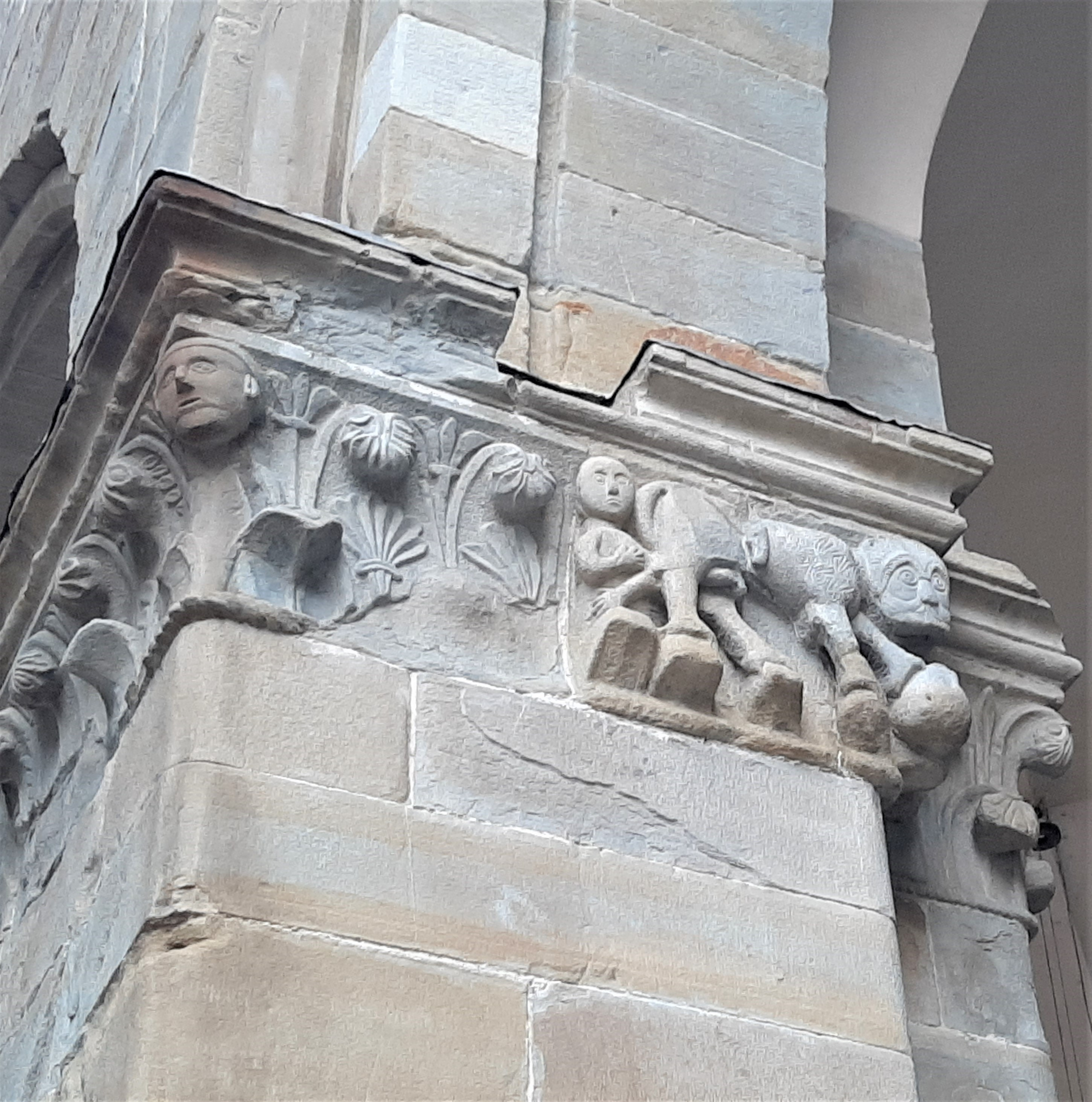
Капители романского периода
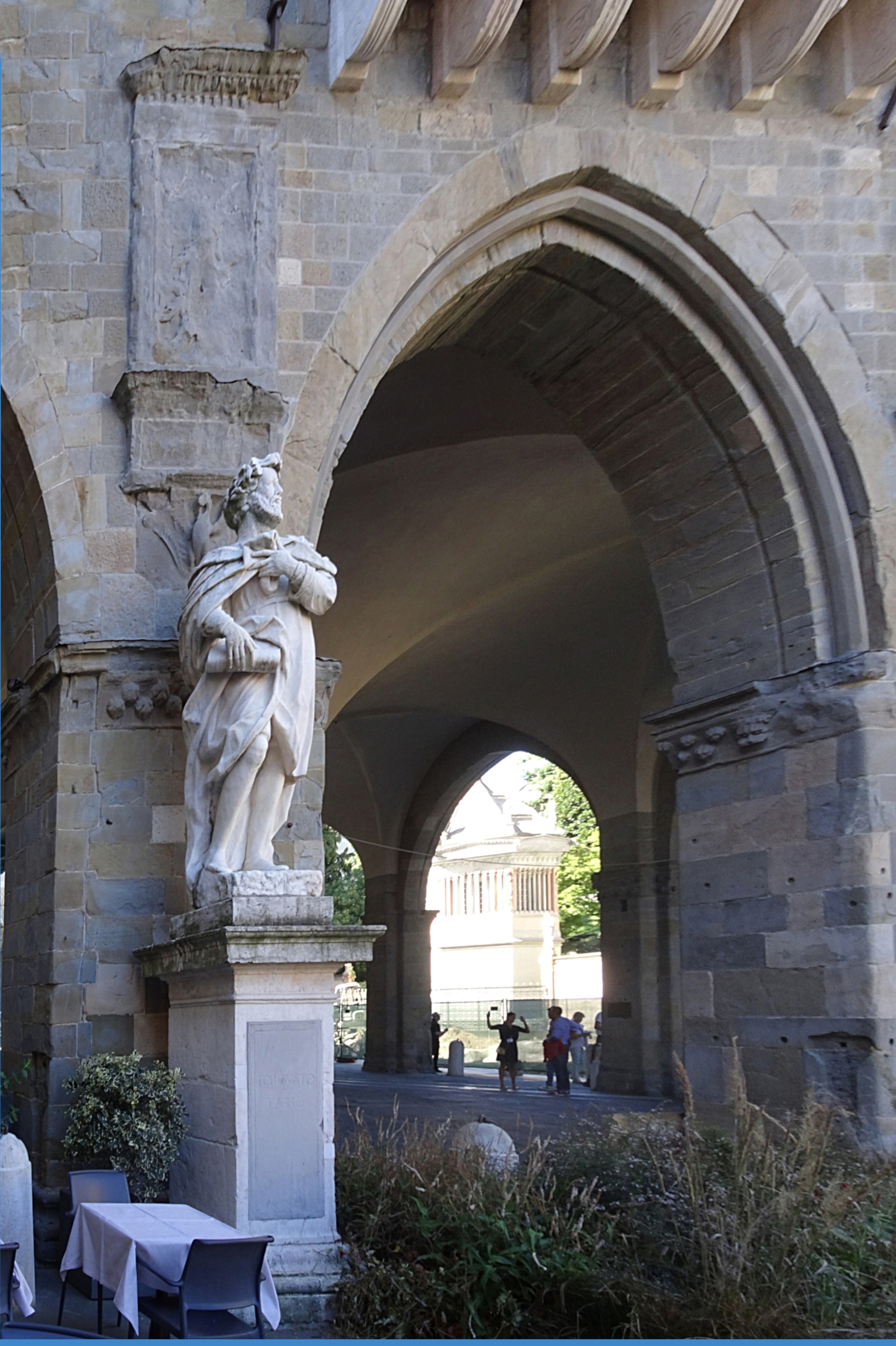
Статуя Торквато Тассо
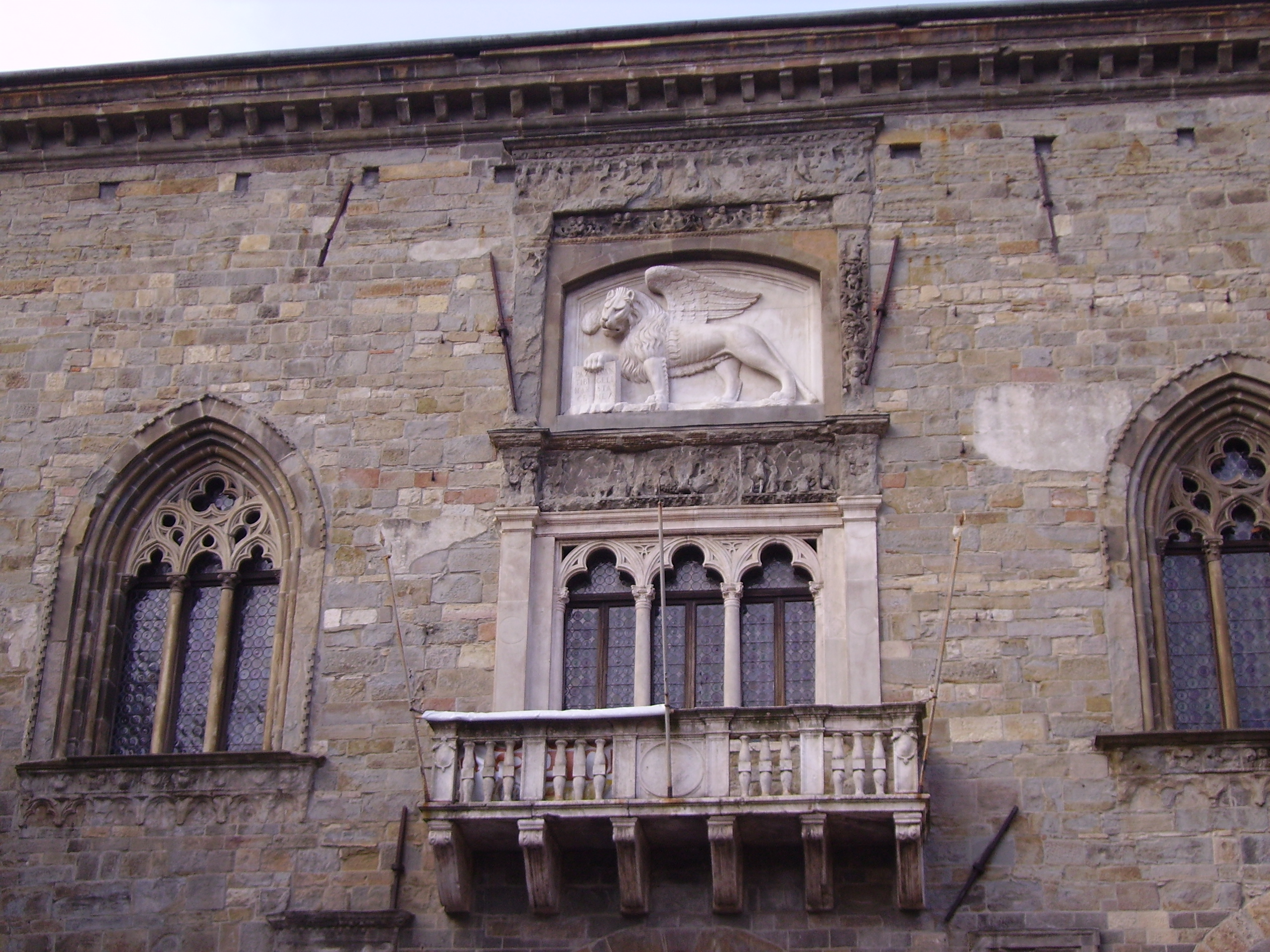
Деталь фасада
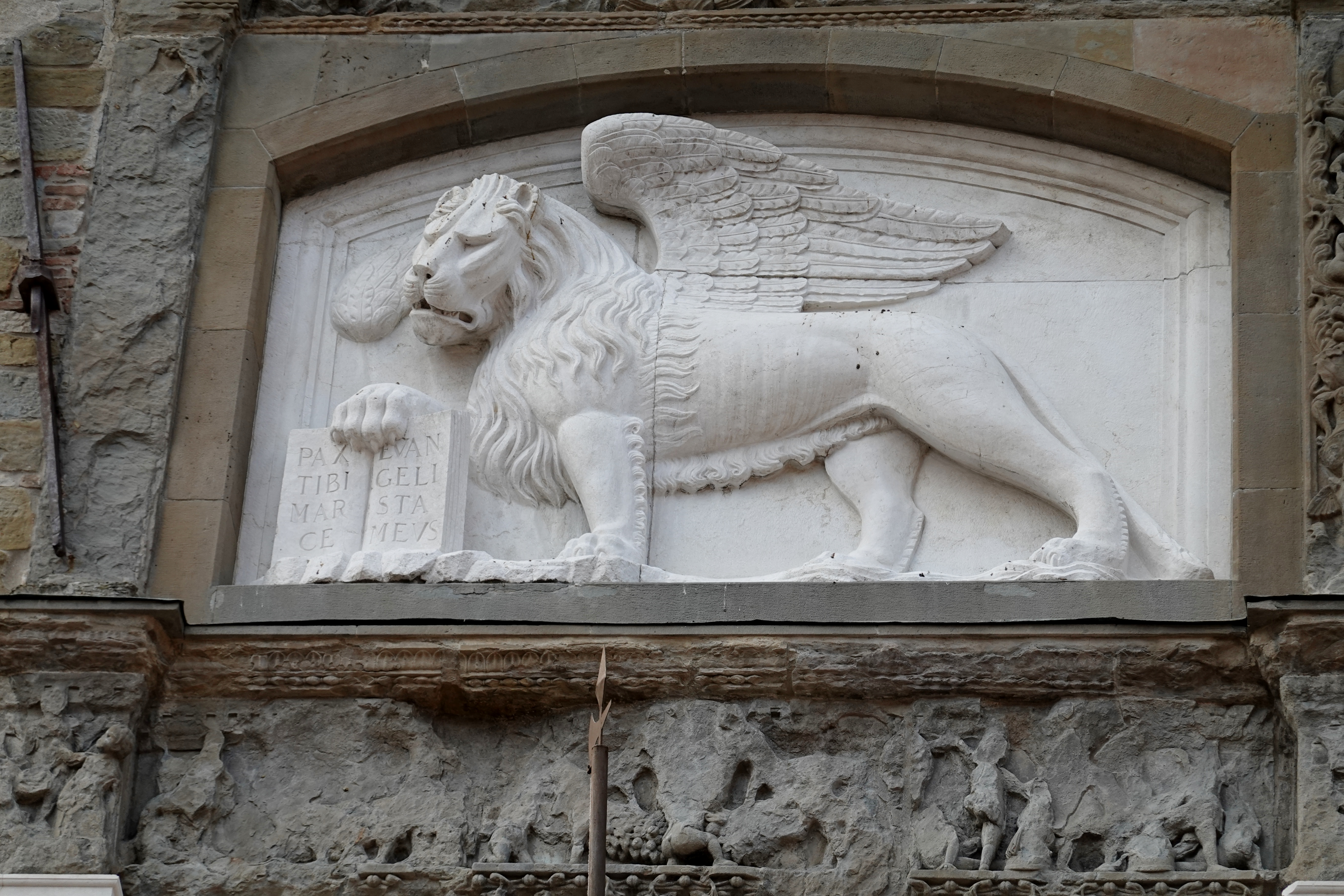
Венецианский лев Святого Марка